# Evangelische Kirche (Weilmünster)

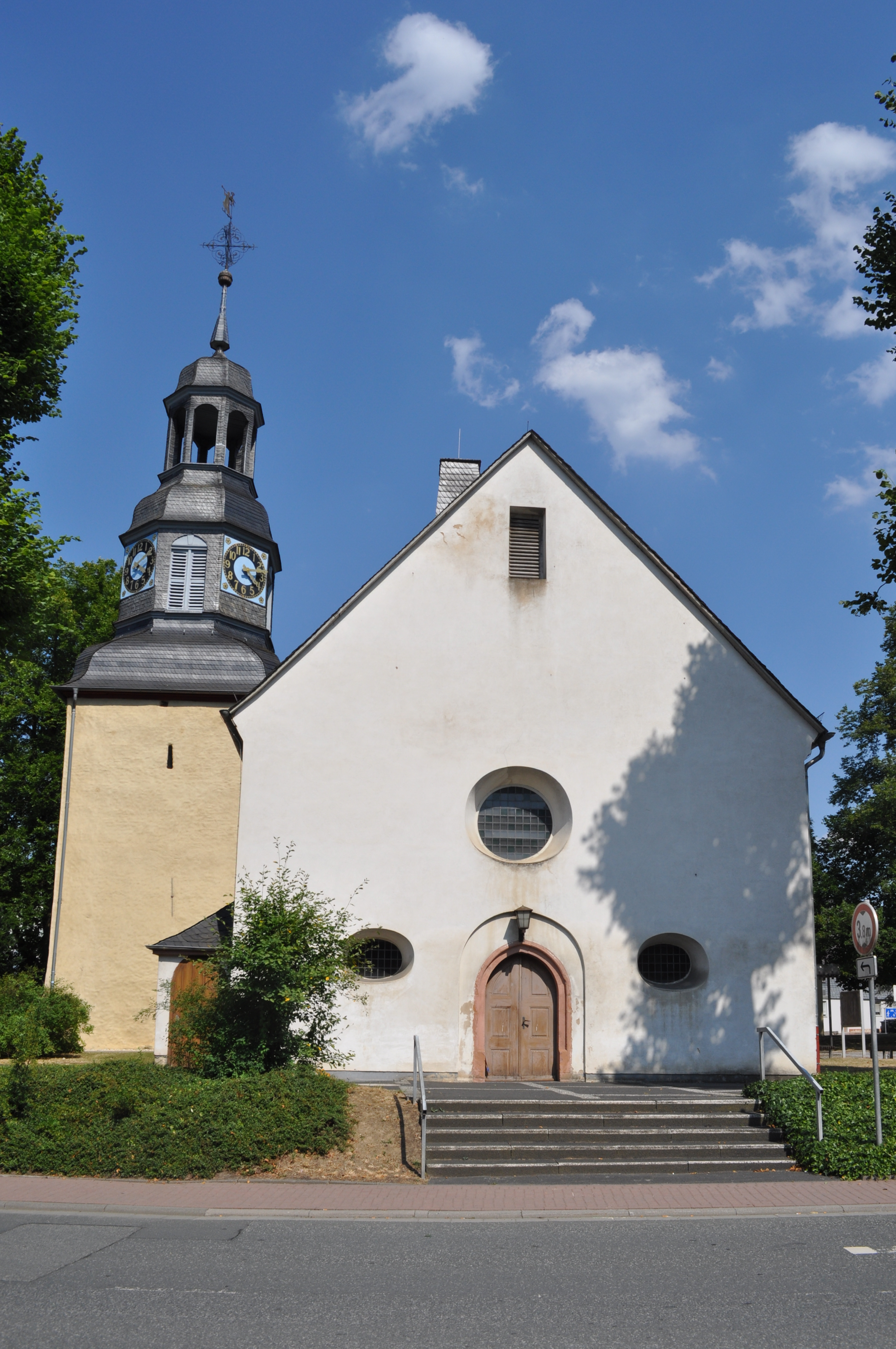
Evangelische Kirche in Weilmünster

Die Evangelische Kirche Weilmünster ist ein denkmalgeschütztes Kirchengebäude, das in Weilmünster steht, einem Marktflecken im Landkreis Limburg-Weilburg in Hessen. Die Kirche gehört zur Kirchengemeinde Weilmünster I im Dekanat an der Lahn der Evangelischen Kirche in Hessen und Nassau.

## Beschreibung
Die in mehreren Bauphasen errichtete bzw. umgebaute Saalkirche ist geostet. Ihr ältester Teil ist der freistehende Kirchturm auf quadratischem Grundriss an der Nordseite, der Turm einer ehemaligen, zu klein gewordenen Wehrkirche aus dem 12. oder 13. Jahrhundert. Die beiden unteren Geschosse sind mit Tonnengewölben überspannt. 1731 erhielt er einen schiefergedeckten, achteckigen Aufsatz, der die Turmuhr und den Glockenstuhl beherbergt. Darauf sitzt eine glockenförmige Haube, die von einer Laterne bekrönt ist. Das Kirchenschiff wurde 1511 fertig gestellt. Zwischen 1580 und 1620 wurde für die wachsende Gemeinde im flachgedeckten Langhaus die dreiseitige Empore auf Balustern eingebaut. In den Jahren 1789–1791 wurden die heutigen rechteckigen Fenster durchgebrochen. Auch das Portal im Westen stammt aus dieser Zeit. Der Chor hat einen dreiseitigen Abschluss und ist mit einem Kreuzgratgewölbe überspannt. Der Chor und das Langhaus sind durch einen breiten spitzbogigen Chorbogen verbunden. Am Korb der Kanzel befinden sich Reliefs mit den Büsten der 4 Evangelisten. Die Kanzel stand bis 1950 hinter dem Altar, jetzt ist sie freistehend. Die Orgel wurde 1776 gebaut.